# Нсвін
Нсвін — річка в Габоні, що протікає територією провінції Естуер у західній частині країни. Вона протікає за 90 км на південний схід від Лібревіля — столиці країни.